# Giangan jezik
Giangan jezik (atto, bagobo, clata, eto, guanga, gulanga, jangan; ISO 639-3: bgi), malajsko-polinezijski jezik uže filipinske skupine, kojim govori 55 000 ljudi (1990 census) iz plemena Bagobo na filipinskom otoku Mindanao.
Giangan uz još četiri jezika pripada podskupini južnomindanaoskih jezika.. Poznata je njihova epska poema tuwaang.

## Vanjske poveznice
- Ethnologue (14th)
- Ethnologue (15th)